# Toivakka
Toivakka is een gemeente in de Finse provincie West-Finland en in de Finse regio Centraal-Finland. De gemeente heeft een landoppervlakte van 361,46 km² en telt 2.407 inwoners (2022).